# Jagdgeschwader 103
Das Jagdgeschwader 103 (JG 103) war ein Verband der Luftwaffe der Wehrmacht im Zweiten Weltkrieg.

## Geschichte
Das Jagdgeschwader 103 wurde als Schul-Einheit am 7. Dezember 1942 in Bad Aibling aus der Jagdfliegerschule 3 aufgestellt und bestand zunächst aus dem Geschwaderstab und der I. Gruppe. Am 15. Oktober 1944 erhielt das Geschwader auf dem Fliegerhorst Stolp-Reitz eine II. Gruppe mit vier Staffeln. Die III. Gruppe war der 2. Fliegerschul-Division, der Stab, die I. und II. Gruppe der 4. Fliegerschul-Division der Luftflotte 10 unterstellt. Im April 1945 wurde das Geschwader aufgelöst.

## Kommandeure

### Geschwaderkommodore
| Dienstgrad | Name             | Zeit                               |
| ---------- | ---------------- | ---------------------------------- |
| Major      | Herbert Ihlefeld | 7. Dezember 1942 bis 20. Juli 1943 |
| Major      | Hans von Hahn    | 21. Juli 1943 bis 15. März 1945    |

### Gruppenkommandeure
I. Gruppe
- Hauptmann Werner Seyfert, 7. Dezember 1942 – 26. Januar 1943[5]
- Hauptmann Werner Ursinus, 27. Januar 1943 – 5. Januar 1944[6]
- Hauptmann Theodor Lindemann,  Juli 44 – 15. März 1945[7]

II. Gruppe
- Major Walter Kienzle, 15. Oktober 1944 – März 1945[8]